# Corydoras delphax
Corydoras delphax är en fiskart som beskrevs av Han Nijssen och Isbrücker, 1983. Corydoras delphax ingår i släktet Corydoras och familjen Callichthyidae. Inga underarter finns listade i Catalogue of Life.